# 파스타 알라 케카
파스타 알라 케카(Pasta alla checca)는 이탈리아의 파스타 요리인데 조리하지 않은 신선한 토마토, 바질, 모차렐라, 올리브유, 마늘, 소금, 고추를 사용한다. 보통 햇 토마토를 사용하여 조리하는 여름 음식이다.
신선한 토마토가 관건인데 토마토를 사등분하여 잘라 파스타와 섞어 조리한다.
토마토를 통으로 조리하여 파스타를 조리하듯이 사용하는 소스를 케카 소스로 별칭하기도 한다.